# Nguyễn Hải (điêu khắc)
Nguyễn Hải (1933–2012) sinh tại huyện Cái Bè, tỉnh Mỹ Tho (nay là tỉnh Tiền Giang), Ông là một nhà điêu khắc nổi tiếng của Việt Nam, Ông nguyên là cựu binh của tiểu đoàn 307 anh hùng..

## Tiểu sử
Nguyễn Hải sinh tại huyện Cái Bè, tỉnh Mỹ Tho (nay là tỉnh Tiền Giang) trong một gia đình làm nghệ thuật. Cha ông làm soạn giả trong một gánh hát, mẹ làm diễn viên .
Năm 14 tuổi, Nguyễn Hải xung phong đi bộ đội đánh Pháp. Ông làm giao liên, sau được đi học vẽ về trình bày cho tờ báo của Tiểu đoàn 307 .
Năm 1955, Nguyễn Hải tập kết ra Bắc, học trường Đại học Mỹ thuật Hà Nội.
Năm 1954, Nguyễn Hải sáng tác tác phẩm nổi tiếng đầu tiên trong sự nghiệp điêu khắc của ông: Tượng đài Điện Biên Phủ (cao 1,2m bằng thạch cao). Tác phẩm này được trưng bày tại Bảo tàng Mỹ thuật Việt Nam. Năm 2004, tác phẩm này được chọn phóng thành tượng đài Điện Biên Phủ tại Điện Biên (Lai Châu) nhân kỷ niệm 50 chiến thắng Điện Biên Phủ.
Nhà điêu khắc Nguyễn Hải mất ngày 19 tháng 11 tại Thành phố Hồ Chí Minh do xuất huyết não..
Ông là cha của nhà điêu khắc Nguyễn Hải Nguyễn, Nữ điêu khắc gia kiêm nhà thơ Chinh Lê và người con rể – nhà điêu khắc Phan Phương Đông ..

## Tác phẩm
- Tượng Thủ Khoa Huân,

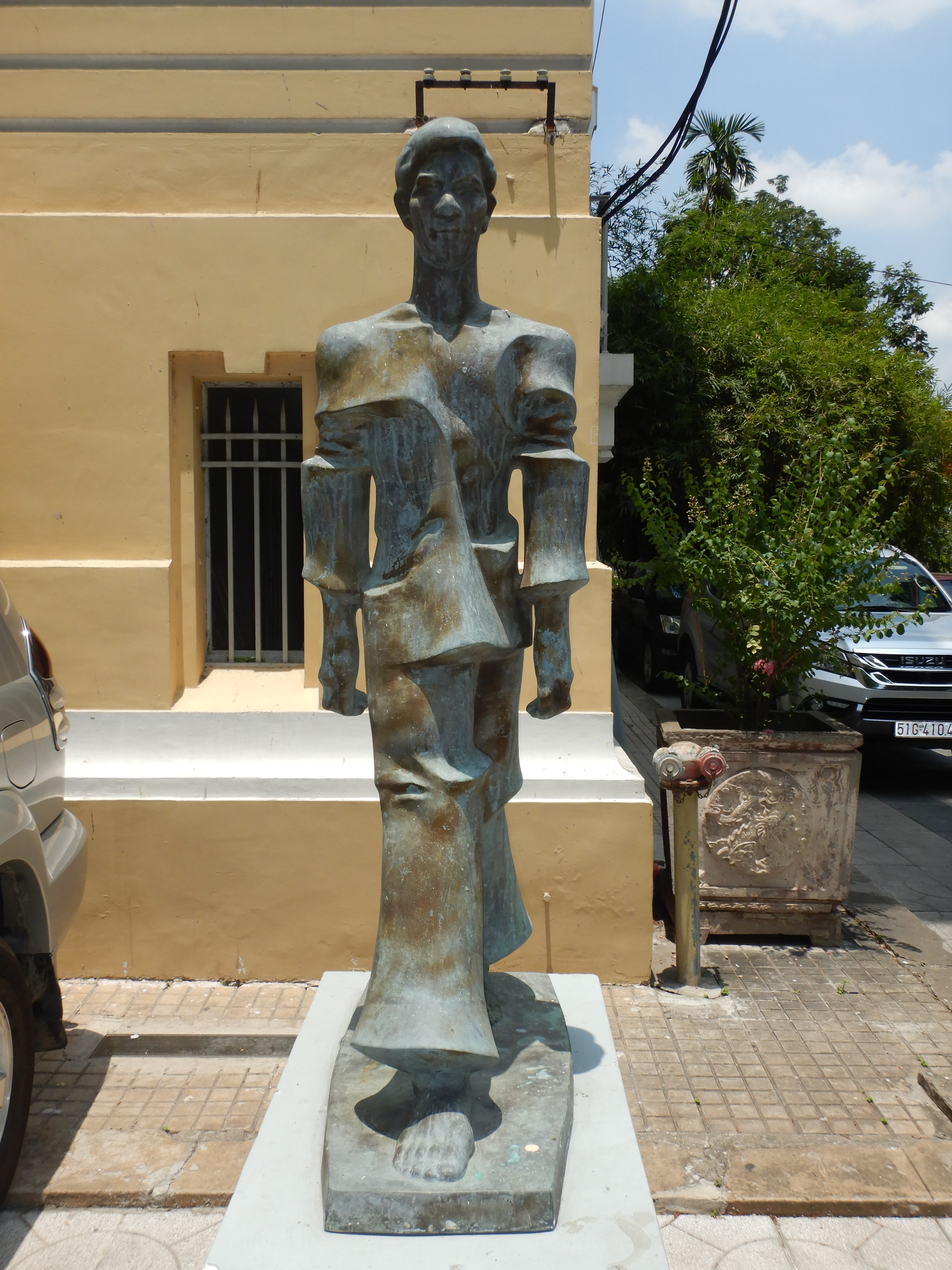
1994 Nguyễn Văn Trỗi

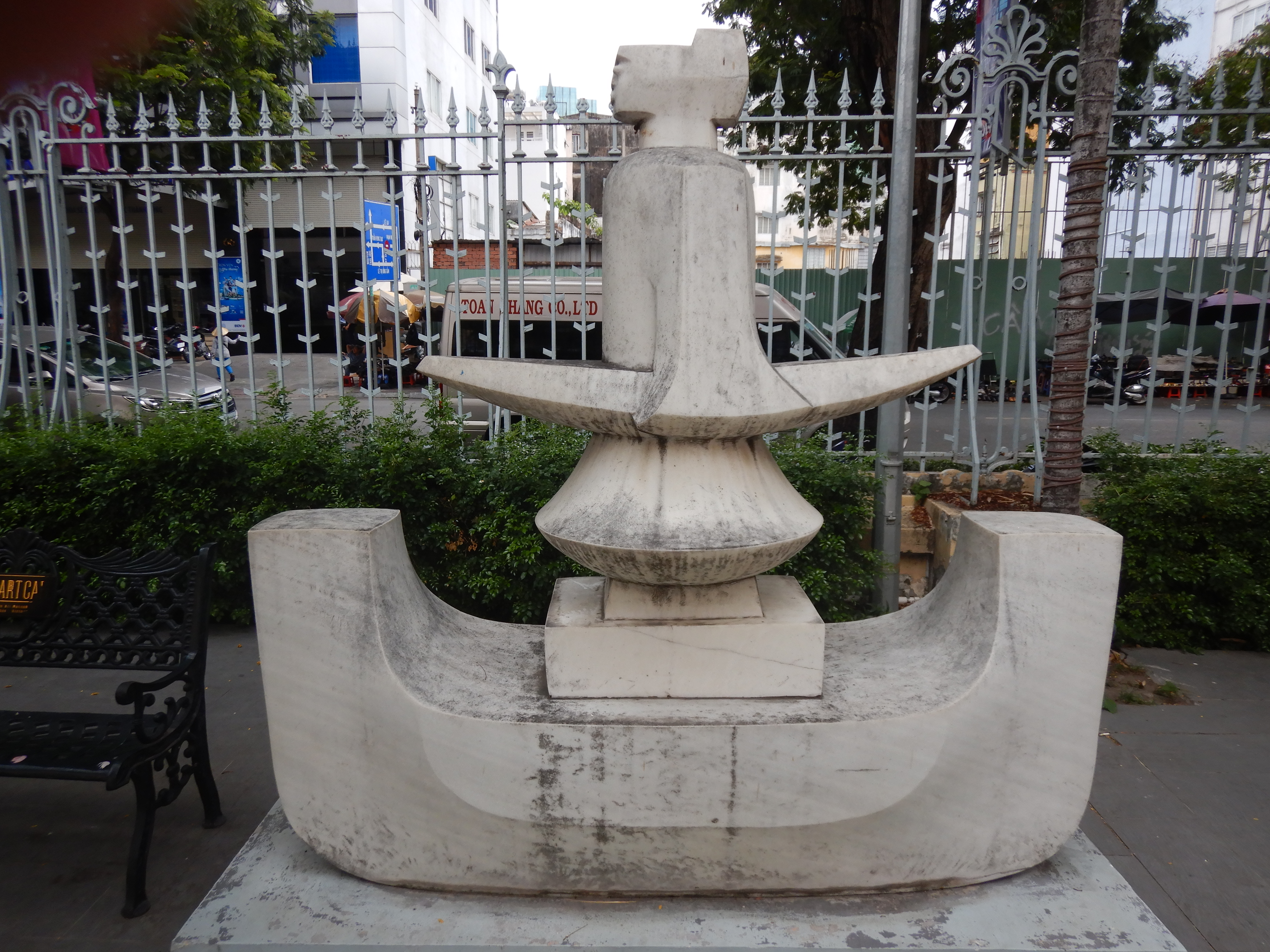
2005

- Chiến thắng Rạch Gầm – Xoài Mút (Tiền Giang),
- Bà mẹ Tổ quốc (nghĩa trang Thành phố Hồ Chí Minh),
- Công nhân đấu tranh (ngã bảy, Thành phố Hồ Chí Minh),
- Ba chiến sĩ gang thép (Ấp Bắc, Tiền Giang),
- Thánh Gióng (Bảo tàng Singapore).

## Khen thưởng
- Giải thưởng Hồ Chí Minh về văn học nghệ thuật (năm 2000),[2]
- Huân chương Lao động hạng 1,
- Huân chương Kháng chiến chống Mỹ hạng 1.

## Đánh giá
- Họa sĩ, Nhà giáo Nhân dân Uyên Huy – Chủ tịch Hội Mỹ thuật Thành phố Hồ Chí Minh, nhận xét:

"Theo tôi có các nhà điêu khắc lớn gắn liền với Cách mạng Việt Nam, gồm: Diệp Minh Châu, Phạm Mười, Nguyễn Hải, Phan Gia Hương".

## Ghi Chú
1. 1 2 3 4  QUANG THI (ngày 20 tháng 12 năm 2011). “Vĩnh biệt nhà điêu khắc Nguyễn Hải”. Báo Tuổi Trẻ. Truy cập ngày 19 tháng 11 năm 2012.
2. 1 2 3 4 5 6  Trạc Tuyền (ngày 20 tháng 12 năm 2011). “Vĩnh biệt nhà điêu khắc Nguyễn Hải: Người thầm lặng có những tượng đài hoành tráng”. Báo Thể thao & Văn hóa. Truy cập ngày 19 tháng 11 năm 2012.